# Korea Automobile Manufacturers Association
Korea Automobile Manufacturers Association (in italiano: Associazioni di produttori di Automobili Corea), o in breve KAMA, è un'associazione di produttori di veicoli a motore sudcoreana. Ha sede a Deungchon-dong, Gangseo-gu, Seul.
Nacque nel luglio 1988.

## Membri
- Hyundai Motor Company
- Kia Motors
- GM Daewoo
- SsangYong Motor Company
- Renault Samsung Motors